# 대전 (물리)
대전(帶電)은 어떤 충격 또는 마찰에 의해 전자들이 이동하여 양전하와 음전하의 균형이 깨지면 다수의 전하가 겉으로 드러나게 되는 현상을 말한다.

## 원인
원자를 구성하는 전자가 원자로부터 받는 전기력의 크기는 물체에 따라 달라서 서로 다른 종류의 물체를 붙였다가 떼어내면 전기력이 약한물체에서 전기력이 강한 물체로 전자가 대전하는 것이다.

## 대전열
어떤 물체를 마찰하였을 때 전자를 잃기 쉬운 순서대로 나열한 것을 대전열이라 한다.
한마디로 대전열이 큰 물체가 (+)로 대전되기 쉽고, 작은물체가 (-)로 대전되기 쉽다. 
큰물체의 예로는 털가죽이 있다. 
털가죽 > 상아 > 유리 > 명주 > 나무 > 고무 > 플라스틱 > 유황 > 에보나이트 순으로 (+)로 대전되기가 쉽다.